# Swiss Music Awards 2021
La 14ª edizione degli Swiss Music Awards si è tenuta il 26 febbraio 2021 a Zurigo, Svizzera. È stata trasmessa live su 3+, sul canale romando Rouge TV e su One TV dall'Hallenstadion e il giorno dopo in replica sul canale ProSieben. È stata condotta da Nik Hartmann.
Le nomination sono state rese note il 26 gennaio: gli artisti che ne hanno ricevute di più sono risultati Loredana, Loco Escrito, Monet192, Gotthard, Heimweh, Philipp Fankhauser, Ava Max e Samra con due a testa.
I grandi vincitori della serata sono stati Loco Escrito, il quale ha sbaragliato la concorrenza per la terza volta di fila nella categoria Miglior canzone nazionale, e The Weeknd con due premi a testa. La cerimonia di premiazione si è svolta senza la presenza di pubblico a causa della pandemia di COVID-19.
Gli artisti che si sono esibiti live sul palco sono stati: Kunz, Dodo, Zoe Wees, Master KG, Zian, Lo & Leduc.

## Premi[2][3]
I vincitori della categoria sono evidenziati in grassetto.

### Miglior canzone nazionale (Best Song National)
- Nicht verdient - Capital Bra feat. Loredana
- Hotel - Dardan feat. Monet192
- Ámame - Loco Escrito

### Miglior canzone internazionale (Best Song International)
- Blinding Lights - The Weeknd
- Roses (Imanbek Remix) - Saint Jhn
- Dance Monkey - Tones and I

### Miglior album (Best Album)
- 13 - Gotthard
- Zämehäbe - Heimweh
- Let Life Flow - Philipp Fankhauser

### Rivelazione nazionale (Best Breaking Act National)
- Megawatt
- Monet192
- Pronto

### Rivelazione internazionale (Best Breaking Act International)
- Pop Smoke
- Samra
- Ava Max

### Miglior talento (Best Talent)
- Annie Taylor
- Caroline Alves
- Sam Himself

### Miglior interprete romando (Best Act Romandie)
- Arma Jackson
- Flèche Love
- Phanee de Pool

### Miglior interprete femminile (Best Female Solo Act)
- Steff la Cheffe
- Loredana
- Beatrice Egli

### Miglior interprete maschile (Best Male Solo Act)
- Loco Escrito
- Bligg
- Philipp Fankhauser

### Miglior interprete internazionale (Best Solo Act International)
- The Weeknd
- Ava Max
- Samra

### Miglior gruppo nazionale (Best Group National)
- Yello
- Heimweh
- Gotthard

### Miglior gruppo internazionale (Best Group International)
- AC/DC
- BTS
- The Black Eyed Peas

### Artist Award
- Trummer

### Jury Award (Outstanding Achievement Award)
- Patent Ochsner